# Acer jucundum
Acer jucundum é uma espécie de árvore do gênero Acer, pertencente à família Aceraceae.